# Écrit sur du vent
Pour plus de détails, voir Fiche technique et Distribution.
Écrit sur du vent (Written on the Wind) est un film américain, inspiré du roman de Robert Wilder, Written on the Wind, publié en 1946 (lui-même inspiré d'un fait divers, le décès de Zachary Smith Reynolds, magnat du tabac, en 1932). Le film, réalisé par Douglas Sirk, est sorti en 1956. Il s'agit d'un mélodrame, un de ceux « réellement inspirés que Sirk hausse au rang de chef-d'œuvre ».

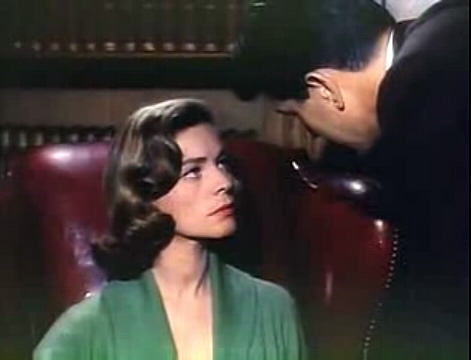
Lauren Bacall et Rock Hudson dans la bande-annonce du film.

## Synopsis
Fils d'un magnat du pétrole, Kyle Hadley, ivrogne et noceur, se range en épousant Lucy que lui présente son meilleur ami, Mitch. Celui-ci est également amoureux de la jeune femme. Alors que Kyle se croyait stérile, Lucy tombe enceinte.

## Fiche technique
- Titre : Écrit sur du vent
- Titre original : Written on the Wind
- Réalisation : Douglas Sirk
- Production : Albert Zugsmith
- Société de production et de distribution : Universal Pictures
- Scénario : George Zuckerman d'après le roman de Robert Wilder (1901-1974), publié en 1946
- Musique : Frank Skinner; chanson-titre de Victor Young
- Directeur de la photographie : Russell Metty
- Montage : Russell F. Schoengarth
- Directeur artistique : Robert Clatworthy et Alexander Golitzen
- Décors de plateau : Julia Heron et Russell A. Gausman
- Costumes : Bill Thomas et Jay A. Morley Jr.
- Pays de production :  États-Unis
- Langue de tournage : anglais
- Genre : Mélodrame
- Format : Couleur (Technicolor) - Son : Mono (Westrex Recording System)
- Durée : 99 minutes
- Dates de sortie : 
  - Royaume-Uni : 5 octobre 1956[2]
  - États-Unis : 21 décembre 1956

## Distribution
- Rock Hudson (VF : André Falcon) : Mitch Wayne
- Lauren Bacall (VF : Claire Maurier) : Lucy Moore Hadley
- Robert Stack (VF : Michel André) : Kyle Hadley
- Dorothy Malone (VF : Claire Guibert) : Marylee Hadley
- Robert Keith (VF : Gérard Férat) : Jasper Hadley
- Grant Williams (VF : Joseph Dominique) : Biff Miley
- Robert J. Wilke (VF : Lucien Bryonne) : Dan Willis
- Edward Platt (VF : Jean Violette) : Dr. Paul Cochrane
- Harry Shannon (VF : Jean Brochard) : Hoak Wayne
- John Larch (VF : Raymond Loyer) : Roy Carter
- Joseph Granby (en) (VF : Camille Guérini) : R.J. Courtney
- Roy Glenn (VF : Bachir Touré) : Sam
- Maidie Norman : Bertha

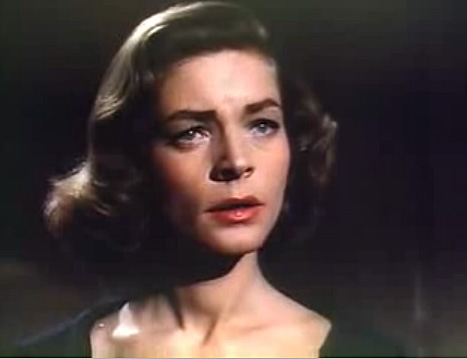
Lauren Bacall
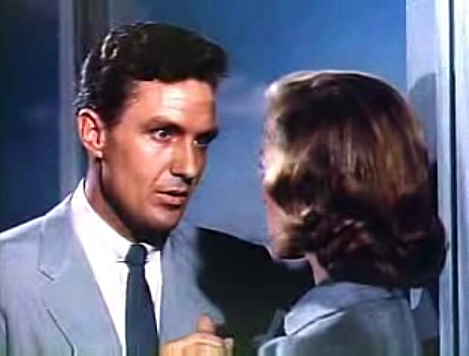
Robert Stack et Lauren Bacall
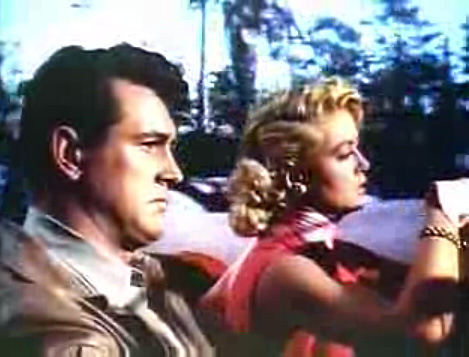
Rock Hudson et Dorothy Malone
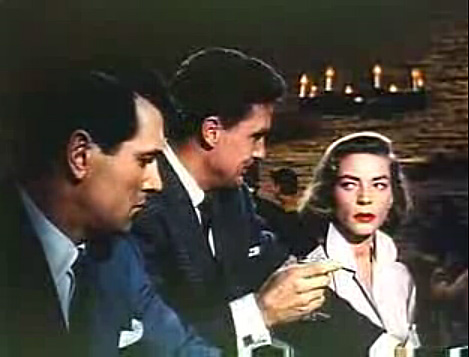
Rock Hudson, Robert Stack et Lauren Bacall
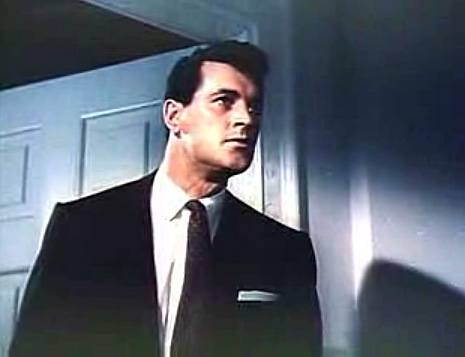
Rock Hudson
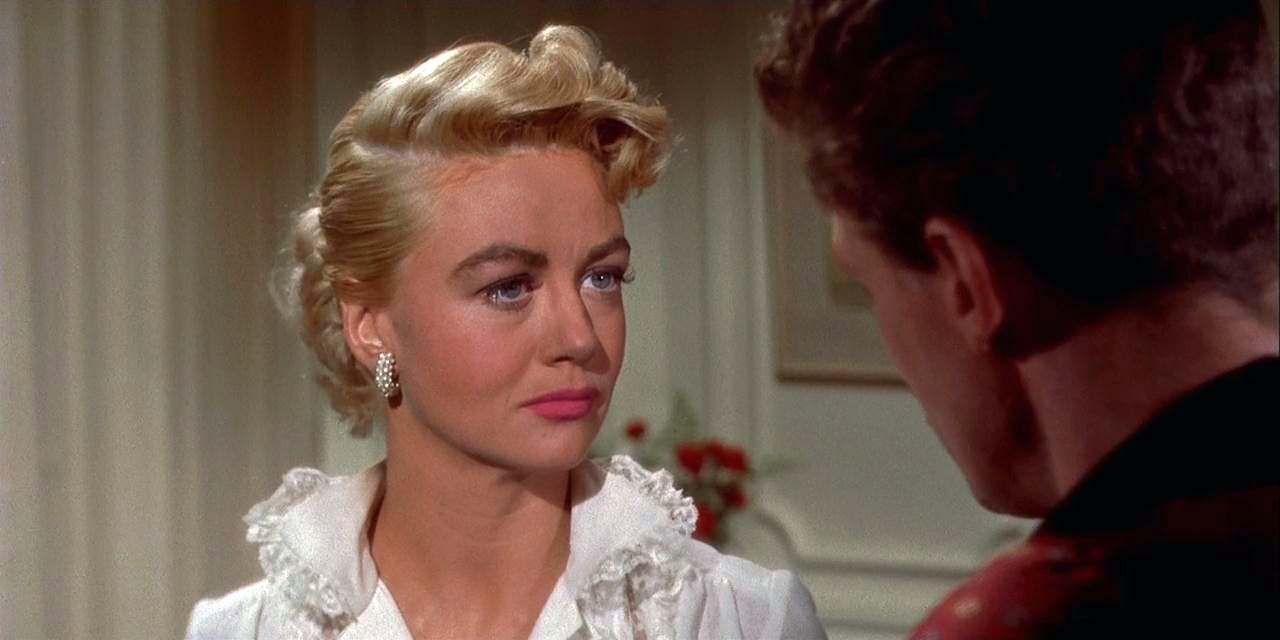
Dorothy Malone
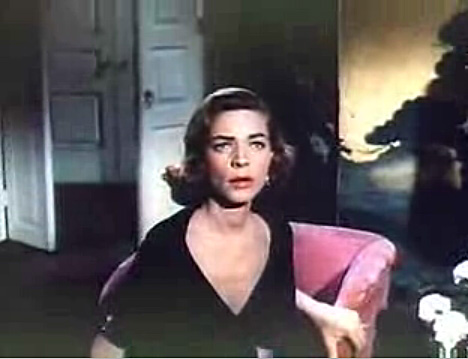
Lauren Bacall

## Accueil
Le film a 82% de critiques positives basées sur 22 critiques sur Rotten Tomatoes avec une note moyenne de 7,4/10. Le score d'audience est de 76%, basé sur plus de 2500 critiques.

## Récompenses
- 29e cérémonie des Oscars (1957) :
  - Dorothy Malone remporte l'Oscar de la meilleure actrice dans un second rôle
  - Robert Stack est nommé pour l'Oscar du meilleur acteur dans un second rôle
  - Victor Young (musique) et Sammy Cahn (paroles) sont nommés pour l'Oscar de la meilleure chanson originale, Written on the Wind

## Discographie
- Parue initialement sur une face d'un album 33 tours aux États-Unis, la bande originale du film Written on the Wind composée par Victor Young (chanson-thème) et Frank Skinner (partition), dirigée par Joseph Gershenson, a été rééditée sur CD chez Disques Cinémusique au Canada en 2012. Le programme de ce disque comprend également la bande originale du film Man of a Thousand Faces, composée part Frank Skinner. Voir la présentation en ligne.